# Ippolito Aldobrandini

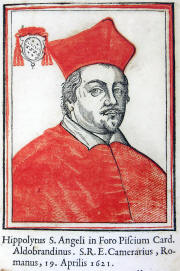
Ippolito Kardinal Aldobrandini

Ippolito Aldobrandini (der Jüngere) (* 1596 in Rom, Kirchenstaat; † 19. Juli 1638 ebenda) war ein italienischer Kardinal der Römischen Kirche.
Aldobrandini war der Sohn von Gianfrancesco Aldobrandini, Fürst von Rossano und Olimpia di Pietro sowie Großneffe von Papst Clemens VIII., der vor der Wahl zum Papst ebenfalls Ippolito Aldobrandini hieß, sowie von Kardinal Giovanni Aldobrandini. Außerdem war er Neffe von Pietro Aldobrandini und Cinzio Passeri Aldobrandini sowie Bruder von Silvestro Aldobrandini.
Papst Gregor XV. kreierte Aldobrandini am 19. April 1621 zum Kardinal und ernannte ihn am 17. Mai 1621 zum Kardinaldiakon von Santa Maria Nuova. Am 8. Dezember 1621 weihte Ottavio Bandini, Kardinalbischof von Palestrina, ihn in Santo Domenico du monastère de Monte Magnanapoli in Rom zum Priester. Am 7. Juni 1623 wurde er zum Camerlengo ernannt sowie zum Kommendatarabt der Abteien von Sant’Angelo di Procida in Neapel und Santa Maria della Gironda in Bozzoli bei Cremona. 
Der Kardinal nahm am Konklave 1623 teil, welches Urban VIII. wählte. Am 16. März 1626 wechselte Aldobrandini zur Titeldiakonie Sant’Angelo in Pescheria und am 6. Februar 1634 zur Titeldiakonie Sant’Eustachio.
Kardinal Aldobrandini wurde in Santi XII Apostoli bestattet.